# Edogawa Ranpo
Taro Hirai (平井 太郎, Hirai Taro, Nabari, 21 oktober 1894 – 28 juli 1965), beter gekend onder het pseudoniem Edogawa Ranpo (江戸川 乱歩), getranslitereerd als Edogawa Rampo, was een Japans schrijver en recensist die een grote rol speelde in de ontwikkeling van de Japanse mystery literatuur. Een aantal van zijn romans gaan over de detective Kogoro Akechi, die in latere boeken de leider werd van een groep jonge detectives gekend als de "Jongens Detectives Club" (少年探偵団, Shonen tantei dan).
Ranpo was een bewonderaar van Westerse mysteryschrijvers zoals Edgar Allan Poe. Ranpo's pseudoniem is dan ook gebaseerd op de naam "Edgar Allan Poe". Ook Arthur Conan Doyle en Ruiko Kuroiwa inspireerden hem. Tijdens zijn studententijd aan de Waseda-universiteit deed hij pogingen om Doyle's werk te vertalen naar het Japans.

## Biografie

### Voor de Tweede Wereldoorlog
Taro Hirai werd geboren in Nabari in de Mie prefectuur in 1894. Zijn familie verhuisde naar Kameyama en later Nagoya toen hij twee jaar oud was. Hij ving in 1912 zijn studies economie aan de Waseda-Universiteit aan en behaalde in 1916 zijn diploma. Daarna voerde hij allerhande jobs uit, zoals krantenredactie, cartoontekenen en de verkoop van sobanoedels en tweedehands boeken.
In 1923 maakte hij zijn literaire debuut met het mystery verhaal "De Twee-Sen Koperen Munt" (二銭銅貨, Ni-sen doka) onder het pseudoniem "Edogawa Ranpo". Het verhaal verscheen in het tijdschrift Shin Seinen. Het magazine had al eerder verhalen gepubliceerd van Westerse auteurs zoals Poe, Arthur Conan Doyle en G. K. Chesterton. Dit was hun eerste publicatie van een Japanse schrijver.
Tijdens de volgende jaren schreef Edogawa een reeks verhalen die focusten op het oplossen van criminaliteit. Hoewel veel van zijn eerste verhalen over speurwerk en onoplosbare misdaden gingen, begon hij in de jaren 1930 meer verhalen te schrijven in het ero guro nansensu genre (erotiek, grotesk en onzinnig), wat zijn populariteit bij zijn lezers ten goede kwam. Zo schreef hij onder meer over seksuele belevingen die door de toenmalige Japanse maatschappij als afwijkend beschouwd werden.
In de jaren 1930 schreef Edogawa voor een aantal populaire literaire kranten en werd hij aanzien als de meest vooraanstaande detectiveschrijver in Japan. Vooral het detectivepersonage Kogoro Akechi kende veel succes.

### Tijdens de Tweede Wereldoorlog
In 1939, twee jaar na het Marco Polobrugincident en het begin van de Tweede Chinees-Japanse Oorlog in 1937, werd Edogawa door de overheid bevolen om de publicatie van zijn verhaal "De Rups" (芋虫, Imo Mushi) stop te zetten. Het verhaal handelt namelijk over een oorlogsveteraan die door zijn verwondingen niet meer onafhankelijk kan leven en gereduceerd werd tot een menselijke rups. Dit werd door de overheid als nefast gezien voor de Japanse troepen. Dit was een zware klap voor Edogawa, die financieel afhankelijk was van de royalty's die hij met zijn verhalen verdiende.
Tijdens de Tweede Wereldoorlog maakte Edogawa deel uit van zijn lokale patriotische buurtvereniging. In februari 1945 werd zijn familie geëvacueerd van hun huis in Ikebukuro te Tokio naar Fukushima. Edogawa bleef tot in juni in Ikebukuro en leed er aan ondervoeding.

### Na de oorlog
In de jaren na de oorlog ging Edogawa heel actief mystery literatuur promoten, zowel qua nieuwe productie als qua onderzoek naar de geschiedenis ervan. In 1946 sloot hij zich aan bij een nieuwe krant genaamd Hoseki (宝石). In 1947 richtte hij de Detectiveschrijversclub (探偵作家クラブ, Tantei sakka kurabu) op. Ook publiceerde hij een groot aantal artikels over de geschiedenis van de Japanse, Europese en Amerikaanse mystery literatuur. Verschillende ervan werden gepubliceerd in boekvorm.
In de jaren 1950 werkte Edogawa vijf jaar lang samen met een tweetalige vertaler om zijn oeuvre te vertalen naar het Engels. Dit resulteerde in een publicatie getiteld Japanese Tales of Mystery and Imagination van Tuttle. Gezien de vertaler Japans sprak maar niet kon lezen, en Edogawa Engels kon lezen, maar niet kon schrijven, vervulden ze dit werk op basis van mondelinge interacties: Edogawa las luidop zinnen voor en keek daarna de uitgeschreven Engelse vertaling na.
Tijdens de late jaren 1940 en 1950 promootte Edogawa het werk van zijn vriend Jun'ichi Iwata (1900–1945), een antropoloog die onderzoek deed naar homoseksualiteit in Japan.
Tijdens de jaren na de Tweede Wereldoorlog werden verschillende boeken van Edogawa verfilmd. Ook na zijn dood in 1965 volgden er nog verfilmingen. Edogawa, die leed aan verschillende gezondheidsproblemen zoals atheromatose en de ziekte van Parkinson, stierf aan een hersenbloeding. Hij werd begraven op het Tama Kerkhof te Fuchu nabij Tokio.
De Edogawa Ranpo Prijs (江戸川乱歩賞 Edogawa Ranpo Sho), genoemd naar Edogawa Rampo, is een Japanse literatuursprijs die sinds 1955 jaarlijks wordt uitgedeeld. De winnaar ontvangt een geldprijs van ¥10 miljoen en wordt gepubliceerd door Kodansha.

## Hoofdwerken

### Detective Kogoro Akechi boeken
- Kortverhalen
  - The Case of the Murder on D. Hill (D坂の殺人事件, D-zaka no satsujin jiken, Januari 1925)
  - The Psychological Test (心理試験, Shinri Shiken, Februari 1925)
  - The Black Hand Gang (黒手組, Kurote-gumi, Maart 1925)
  - The Ghost (幽霊, Yurei, Mei 1925)
  - The Stalker in the Attic (屋根裏の散歩者, Yaneura no Sanposha, Augustus 1925)
  - Who (何者, Nanimono, November 1929)
  - The Murder Weapon (兇器, Kyoki, Juni 1954)
  - Moon and Gloves (月と手袋, Tsuki to Tebukuro, April 1955)
- Romans
  - The Dwarf (一寸法師, Issun-boshi, 1926)
  - The Spider-Man (蜘蛛男, Kumo-Otoko, 1929)
  - The Edge of Curiosity-Hunting (猟奇の果, Ryoki no Hate, 1930)
  - The Conjurer (魔術師, Majutsu-shi, 1930)
  - The Vampire (吸血鬼, Kyūketsuki, 1930) Eerste verschijning van Kobayashi
  - The Golden Mask (黄金仮面, ogon-kamen, 1930)
  - The Black Lizard (黒蜥蜴, Kuro-tokage, 1934) Verfilmd door Kinji Fukasaku in 1968
  - The Human Leopard (人間豹, Ningen-Hyo, 1934)
  - The Devil's Crest (悪魔の紋章, Akuma no Monsho, 1937)
  - Dark Star (暗黒星, Ankoku-sei, 1939)
  - Hell's Clown (地獄の道化師, Jigoku no Dokeshi, 1939)
  - Monster's Trick (化人幻戯, Kenin Gengi, 1954)
  - Shadow-Man (影男, Kage-otoko, 1955)
- Romans voor jongeren
  - The Fiend with Twenty Faces (怪人二十面相, Kaijin ni-ju Menso, 1936)
  - The Boy Detectives Club (少年探偵団, Shonen Tantei-dan, 1937)

### Op zich staande mystery romans en novella's
- - Strange Tale of Panorama Island (パノラマ島奇談, Panorama-to Kidan, 1926)
  - Beast in the Shadows (陰獣, Inju, 1928)
  - Moju: The Blind Beast (盲獣, Moju, 1931)
  - Incident at the Lakeside Inn (湖畔亭事件, Kohan-tei Jiken, 1926)
  - Struggle in the Dark (闇に蠢く, Yami ni Ugomeku, 1926-27)
  - The Demon of the Lonely Isle (孤島の鬼, Koto no Oni, 1929-30)
  - The White-Haired Demon (白髪鬼, Hakuhatsu-ki, 1931-32)
  - A Glimpse Into Hell (地獄風景, Jigoku Fukei, 1931-32)
  - The King of Terror (恐怖王, Kyofu o, 1931-32)
  - Phantom Bug (妖虫, Yochu, 1933-34)
  - The Great Dark Room (大暗室, Dai Anshitsu, 1936)
  - Ghost Tower (幽霊塔, Yurei to, 1936)
  - A Dream of Greatness (偉大なる夢, Idainaru Yume, 1943)
  - Crossroads (十字路, Jujiro, 1955)
  - Petenshi to Kuki Otoko (ぺてん師と空気男, 1959)

### Kortverhalen
- - The Two-Sen Copper Coin (二銭銅貨, Ni-sen Doka, April 1923)
  - Two Crippled Men (二癈人, Ni Haijin, Juni 1924)
  - The Twins (双生児, Sōseiji, Oktober 1924)
  - The Red Chamber (赤い部屋, Akai heya, April 1925)
  - The Daydream (白昼夢, Hakuchumu, Juli 1925)
  - The Human Chair (人間椅子, Ningen Isu, Oktober 1925)
  - The Dancing Dwarf (踊る一寸法師, Odoru Issun-boshi, Januari 1926)
  - Poison Weeds (毒草, Dokusō, Januari 1926)
  - The Martian Canals (火星の運河, Kasei no Unga, April 1926)
  - The Appearance of Osei (お勢登場, Osei Tojo, Juli 1926)
  - The Hell of Mirrors (鏡地獄, Kagami-jigoku, Oktober 1926)
  - The Caterpillar (芋虫, Imomushi, Januari 1929)
  - The Traveler with the Pasted Rag Picture of The Man Traveling with the Brocade Portrait (押絵と旅する男, Oshie to Tabi-suru Otoko, Augustus 1929)
  - Doctor Mera's Mysterious Crimes (目羅博士の不思議な犯罪, Mera Hakase no Fushigi na Hanzai, April 1931)
  - The Cliff (断崖, Dangai, Maart 1950)
  - The Air Raid Shelter (防空壕, Bokugo, Juli 1955)
  - One Ticket (一枚の切符, Ichi-mai no Kippu, Juli 1923)
  - A Frightful Mistake (恐ろしき錯誤, Osoroshiki Sakugo, November 1923)
  - The Diary (日記帳, Nikkicho, Maart 1925)
  - Soroban ga Koi o Kataru Hanashi (算盤が恋を語る話, Maart 1925)
  - The Robbery (盗難, Tonan, Mei 1925)
  - The Ring (指環, Yubiwa, Juli 1925)
  - The Sleepwalker's Death (夢遊病者の死, Muyubyosha no Shi, Juli 1925)
  - The Actor of a Hundred Faces (百面相役者, Hyaku-menso Yakusha, Juli 1925)
  - Double Role (一人二役, Hitori Futayaku, September 1925)
  - Doubts (疑惑, Giwaku, September–Oktober 1925)
  - Kiss (接吻, Seppun, December 1925)
  - Fukumen no Butosha (覆面の舞踏者, Januari–Februari 1926)
  - Scattering Ashes (灰神楽, Haikagura, Maart 1926)
  - Monogram (モノグラム, Monoguramu, Juli 1926)
  - A Brute's Love (人でなしの恋, Hitodenashi no Koi, Oktober 1926)
  - The Rocking-Horse's Canter (木馬は廻る, Mokuba wa Mawaru, Oktober 1926)
  - Insect (虫, Mushi, Jun-Juli 1929)
  - Demon (鬼, Oni, November 1931-Februari 1932)
  - Matchlock (火縄銃, Hinawaju, April 1932)
  - Pomegranate (石榴, Zakuro, September 1934)
  - Horikoshi Sosa Ikkacho-dono (堀越捜査一課長殿, April 1956)
  - The Wife-Broken Man (妻に失恋した男, Tsuma ni Shitsuren-shita Otoko, Oktober–November 1957)
  - Finger (指, Yubi, Januari 1960)

### Bewerkingen van Westerse mystery romans
- The Demon in Green (緑衣の鬼, Ryokui no Oni, 1936) Bewerking van The Red RedMeines van Eden Phillpotts
- The Phantom's Tower (幽鬼の塔, Yuki no To, 1936) Bewerking van The Hanged Man of Saint-Pholien van Georges Simenon
- Terror in the Triangle-Hall (三角館の恐怖, Sankaku-kan no kyofu, 1951) Bewerking van Murder among the Angells van Roger Scarlett

### Essays
- The Horrors of Film (1925)
- Spectral Voices (1926)
- Confessions of Rampo (1926)
- The Phantom Lord (1935)
- A Fascination with Lenses (1936)
- My Love for the Printed Word (1936)
- Fingerprint Novels of the Meiji Era (1950)
- Dickens vs. Poe (1951)
- A Desire for Transformation (1953)
- An Eccentric Idea (1954)

The Edogawa Rampo Reader bevat 10 essays.
- Bibsys: 90766376
- Biblioteca Nacional de España: XX1774777
- Bibliothèque nationale de France: cb12126583c (data)
- Catàleg d'autoritats de noms i títols de Catalunya: 981058529469106706
- CiNii: DA02984953
- Gemeinsame Normdatei: 120811332
- International Standard Name Identifier: 0000 0000 8156 1360
- Library of Congress Control Number: n85129038
- Nationale Bibliotheek van Letland: 000129596
- Bibliotheek van het Japanse parlement: 00005076
- Nationale Bibliotheek van Tsjechië: jo2007269333
- Nationale bibliotheek van Australië: 35253936
- Nationale Bibliotheek van Israël: 987007311185705171
- Nationale en Universitaire bibliotheek Zagreb: 000218616
- Nederlandse Thesaurus van Auteursnamen: 071511741
- Istituto Centrale per il Catalogo Unico: LO1V088535
- Système universitaire de documentation: 02969745X
- Trove: 883570
- Virtual International Authority File: 76350116
- WorldCat: E39PBJdCkmXPCbw4JkX9CVJbh3